# Szimfonikus metal
Szimfonikus metal megnevezés alatt azt a heavy metal alapokon nyugvó zenét értjük, ami szimfonikus elemeket is tartalmaz. Ezek a zenei elemek hasonlóak a klasszikus szimfóniákban használatosakhoz. A szimfonikus metal megnevezés jelöl egy meghatározott zenei műfajt a metal kategóriáján belül, de használják kiegészítő tagként más metálműfajok megnevezéséhez is. A műfaj azokra az együttesekre vonatkoztatható, akik keverik a különböző metal-nemeket, de zenéjük közös jellemzői a női vokál és a klasszikus, „operás” témák, amitől a zene szimfonikus jelleget kap.
Mikor más műfajokba tartozó együtteseket osztályozunk, szimfonikus jelzővel látjuk el azokat a zenekarokat, akik a saját alapstílusuk határain belül mozogva több klasszikus zenei elemet csempésznek zenéjükbe, mint azok az együttesek, akik az alapstílus tipikus képviselőinek mondhatók. A szimfonikus jelzővel jelölhetjük egyúttal azt a metált, ami hasonlít a nem szimfonikus, de mégis klasszikus zenére, bár ez a definíció szélesebb körben nem használatos.

## Zenei jellemzők
A szimfonikus metalt gyakran nevezik még opera-metalnak, zenei gyökerei pedig a gothic metalig, a power metalig és a klasszikus zenéig nyúlnak.
A gitár és a basszusgitár tekintetében a stílusra leginkább a gótikus minták követése a jellemző, ami a különböző metal-alkategóriák gitárstílusait vegyíti. Az egyes műfajok ilyen módon szintetizálják a black metal, a death metal, a power metal és a progresszív metal sajátságait, néha a rock egyes elemeinek hozzáadásával. A műfaj jellegzetessége, hogy ezeknek a műfajoknak elemeit keveri a klasszikus zenei motívumokkal, aminek hatására erősen „szimfonikus” hatású dalok születnek. Azok az együttesek, akik rockos elemeket is felhasználnak, tipikusan a műfajhoz való egyszerűbb megközelítés hívei: egyszerű és fülbemászó dallamok, könnyen befogadható és széles körben elfogadott zenei témákkal felvezetve. Egy másik sarokköve ennek a stílusnak lágyabb hangok keverése a zenébe, aminek tipikus példája a melodikusabb, magasabb hangfekvésű gitárszóló, ami széles körben használatos a power metal esetében is.
A szimfonikus metálnál a zenében a billentyűsök játsszák a főszerepet, ez a fókusz, amire a többi hangszer összpontosít. Noha a legtöbb hangszer meglehetősen egyszerű dallamot játszik, a billentyűknek mindig a legösszetettebb és technikailag legnehezebb részek jutnak. Egyes zenekarok néha egész nagyzenekarokat kérnek fel, hogy élőben adják elő azokat a részeket, amiket a billentyűsnek kellene játszania, néha pedig az is előfordul, hogy az élő hangszeres játék helyett előre felvett dallamokat játszanak vagy digitális módszerekkel helyettesítik a billentyűket.
A légkört úgy szabják meg, hogy az alkalmazkodjon a dalhoz, néhány morbid témákat felvonultató számnál viszont ez ütemelőző hatást kelt. Ezt az atmoszférát főként a billentyűs hangzással teremtik meg (amivel egyben más hangszerek hangzását is utánozzák) és a többi hangszerrel is támogatják.
A szimfonikus metal dalszövegei rendszerint igen terjedelmesek és sokféle témát tárgyalhatnak. A szövegek tekintetében sokat kölcsönöznek a power metaltól, ami fantasy témák sokféle formáját vonultatja fel, vagy az operákra jellemző szöveghelyzeteket használ. A szimfonikus metal szövegei ugyanúgy, mint a gothic metal esetében, az albumok egyes dalainak szövegeit epikus alapokon nyugvó albumkoncepciók szerint építi fel. 
A szimfonikus metalt játszó együttesekre leginkább a női vezetés jellemző mind a felállásban, mind az ének terén. Az énekesnők jellemzően mezzoszoprán melódiákat énekelnek operás stílusban. Néha az e műfajban alkotó művészek férfi énekest kérnek fel a háttérvokál biztosítására, hasonlóan a gothic metalnál előforduló duettekhez. Bár egyéb vokális formákra is jócskán találunk példát, ezeket leginkább csak mellék-effektekként használják fel a dalokban.

## Gyökerek és fejlődés
A szimfonikus metal, mint műfaj gyökerei a korai death metalt és gothic metalt játszó együttesekig nyúlnak, akik közül néhányan szimfonikus elemeket csempésztek zenéjükbe. A olyan zenekarok, mint a Therion kezdtek el nagyzenekart is bevonni az albumok készületeibe, valamint kezdtek el európai klasszikus zenei gyökerekből táplálkozni.
1997-ben a finn Nightwish és a holland Within Temptation felvette első albumait. Mindkét együttes a Therion által kijelölt szimfonikus csapáson indult el. A Within Temptation, amely gothic metalt és egyéb stílusokat is kevert a hangzásba, kezdetektől fogva énekesnőjük, Sharon den Adel énekhangja köré építette saját egyéni hangú zenéjét, melyre a szimfonikus természetű  billentyű-értelmezés és a férfi háttérvokál jellemző. A Nightwish, melyet néha power metalnak kategorizálnak be, szintén saját trendet alapított, ami azonban a szimfonikus jellegű billentyű-hangsúly és női énekhang (Tarja Turunen, később Anette Olzon, jelenleg Floor Jansen) mellett jelentős power metal-befolyás alatt áll.
A 2000-es évek elején figyelhető meg a szimfonikus metal nagyfokú elterjedése a metal-szubkultúrán belül. Ekkor rengeteg új, ebben a stílusban alkotó zenekar tűnt fel, például a Rain Fell Within, az Epica és az Edenbridge is ebben az időszakban adta ki első albumait. Ezek az együttesek mind a saját zenéjük különleges, lélekemelő voltát hangsúlyozták. A szimfonikus metal expanziójára jelentős hatást gyakorolt a „testvérstílus” power metal is, minthogy ebből a műfajból kölcsönözték a dalszövegek témáinak nagy részét és a billentyű-befolyást is.
Azok az együttesek, akik eleinte tiszta power, gothic, death, doom, vagy black metált játszottak, ekkorra szintén szimfonikus besorolást kaphattak egyes stílusjegyeik alapján. Az utóbbi években a szimfonikus metal egyre jobban tendál a populárisabb műfajok felé, ami legjobban Európában figyelhető meg. Miután az első szimfonikus együttesek is erről a földrészről indultak, itt tudhatják magukénak a legnagyobb rajongótábort is.

## Szimfonikus metal alműfajok
A szimfonikus metal a többi metal-alműfaj szemszögéből nézve mintegy felöleli azokat az együtteseket, akiknek a zenéjére a billentyű-orientáció, a tiszta női vokál és a klasszikus vagy gótikus zenei és énektémák jellemzőek. A „szimfonikus” jelzőt azonban használhatjuk azoknak a zenekaroknak a stílusára s, akik belekeverik zenéjükbe a fent említett jegyeket, de alapstílusuk nem egyezik a szimfonikus alapokkal.

### Szimfonikus black metal
A szimfonikus black metal ugyanazokkal a zenei összetevőkkel dolgozik, mint a melodikus black metal, viszont a billentyű-orientáltság erősebb és több klasszikus hangszert és zenei elemet vonultatnak fel, mint az előbbi stílusnál. A szimfonikus elemek itt már nem csak egyes dalrészletekben jelennek meg, hanem teljesen átszövik az adott együttes stílusát.
A black metal puristái azon a véleményen vannak, hogy ennek az alműfajnak már nincs köze az eredeti black metalhoz, annál inkább a gótikus stílushoz, hiszen az autentikus black metal egyáltalán nem használ billentyűt és női vokált. Ezen támadások kereszttüzéban leginkább a The Serpent, a Cradle of Filth és a Dimmu Borgir együttesek állnak.

### Szimfonikus power metal
A szimfonikus power metal a power metalnak az az alműfaja, amely a klasszikus power metalhoz képest több billentyűs részt, többrétegű zenei témákat és hangok szélesebb skáláját vonultatja fel. Néha a szimfonikus power metal műfajába tartozó zenéket és együtteseket vagy egyszerűen power, vagy szimfonikus metalnak kategorizálják be, ami azonban ellenérzéseket vált ki a hangsúlyozottan szimfonikus power metal rajongói körében. Jelen esetben a legnagyobb viták kereszttüzében a Nightwish és a Sonata Arctica áll. Míg a Nightwish több szimfonikus, addig a Sonata Arctica több power metal-elemet használ.